# Миладин Берић
Миладин Берић (1962) српски је књижевник и инжењер електротехнике из Бање Луке.

## Биографија
Рођен је у Бањој Луци. Сатиричар и писац поезије. Главни је и одговорни уредник у сатиричном листу "Носорог" и "К3 Васо Пелагић" Бања Лука.